# Герман (князь Гогенлое-Лангенбурзький)
Князь Герман Гогенлое-Лангенбурзький (нім. Hermann zu Hohenlohe-Langenburg), повне ім'я (нім. Hermann Ernst Franz Bernhard Fürst zu Hohenlohe-Langenburg),  31 серпня 1832 —  9 березня 1913) — князь Гогенлое-Лангенбурзький у 1860—1913 роках, син попереднього князя Гогенлое-Лангенбурзького Ернста I та принцеси Лейнінгенської Феодори. Член Вищої палати Вюртемберзького ландтагу від 1861 року та член Імперської партії Німеччини в рейхстагу у 1871—1881 роках. Один із засновників і перший президент Німецького колоніального союзу. Генерал-губернатор Ельзас-Лотарингії у 1894—1907 роках. Генерал від кавалерії прусської армії.

## Біографія
Герман народився 31 серпня 1832 року у Лангенбурзі. Він був третьою дитиною та другим сином князя Гогенлое-Лангенбурзького Ернста I та його дружини Феодори Лайнінгенської. Мав старшого брата Карла Людвіґа та сестру Елізу. Згодом родина поповнилася молодшим сином Віктором і доньками Адельгейдою та Феодорою.
Князівство Гогенлое-Лангенбург у 1806 року в ході медіатизації відійшло королівству Вюртемберг. Батько зберіг титул та був президентом Верхньої палати Вюртемберзького ландтагу.
Герман вивчав юриспруденцію у Лозанні та Берліні, після чого почав військову кар'єру. Служив у вюртемберзькому, а згодом — у австрійському війську. У 1859 році брав участь у Австро-італо-французькій війні проти Франції.
Після смерті батька у квітні 1860 року, Карл Людвіґ заявив про бажання вступити у морганатичний шлюб і відмовився від династичних прав на користь молодшого брата. Так, 21 квітня Герман успадкував титул князя. 4 березня 1861 року він був введений до Вищої палати Вюртемберзького ландтагу. Від 1877 до 1895 року був її віце-президентом. У 1862 році отримав звання генерала у баденській армії.

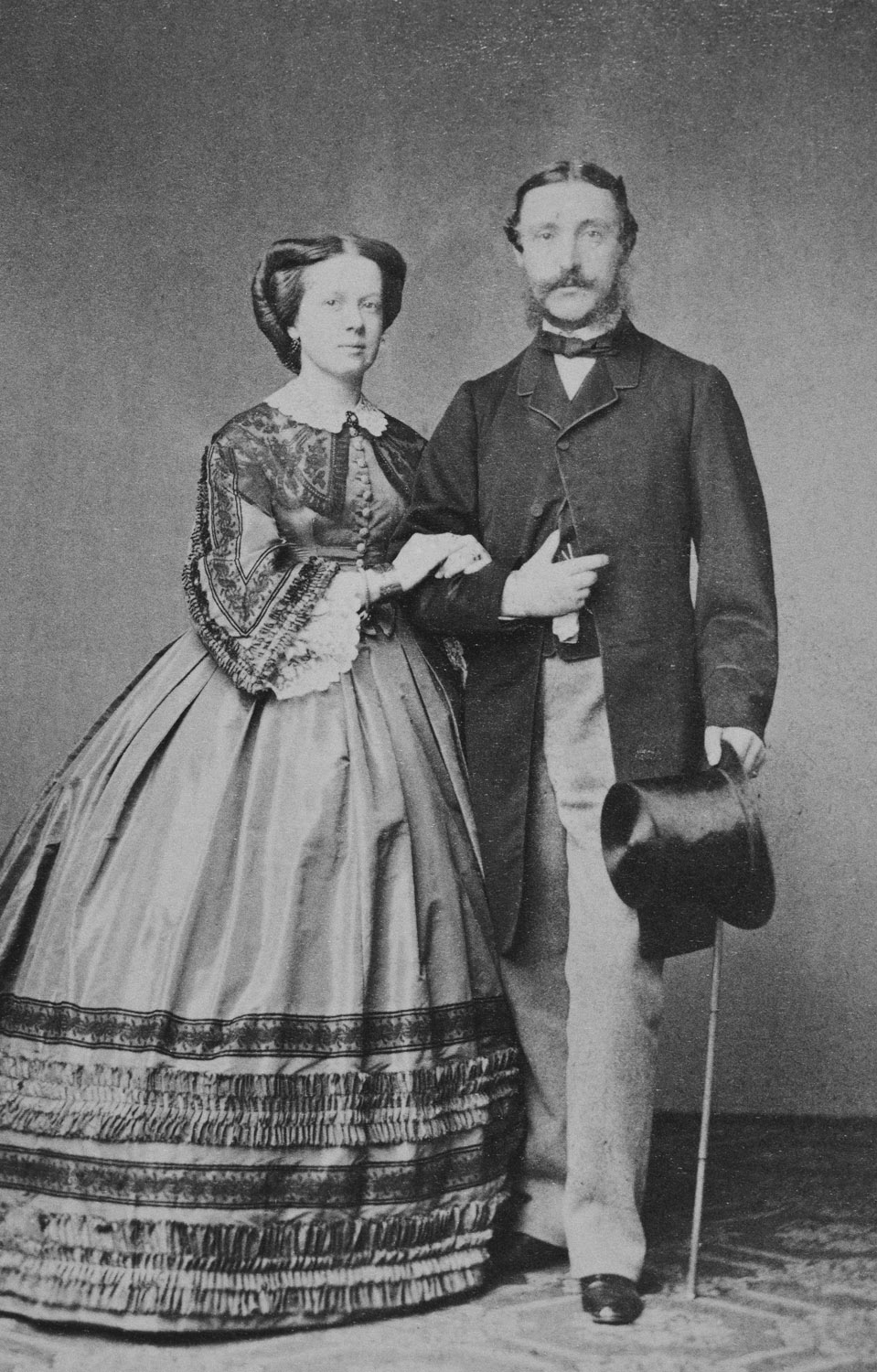
Світлина Германа із дружиною, 1863

У віці 30 років узяв шлюб із 25-річною баденською принцесою Леопольдіною, кузиною великого герцога Бадену Фрідріха I. Весілля відбулося 24 вересня 1862 у Карлсруе. У подружжя народилося троє дітей.
У 1870–1871 роках брав участь у Франко-прусській війні, активно підтримував Бісмарка. У 1870 році отримав чин генерала від кавалерії у прусській армії. У 1871 році був обраний до німецького рейхстагу від 12-го округу королівства Вюртемберг. Був членом Імперської партії. У 1881 році зазнав поразки на виборах та переключився на колоніальну політику.
6 грудня 1882 року у Франкфурті-на-Майні став співзасновником та першим президентом Німецького колоніального союзу. У лютому 1885 року організація переїхала до Берліну. Союз намагався зацікавити Німеччину у колоніальній політиці через журналістику та створював тиск на державну владу та рейхстаг для колоніальних анексій.
У 1894 році Герман змінив на посаді генерал-губернатора Ельзас-Лотарингії Хлодвіга Гогенлое-Шиллінгсфюрста та переїхав із дружиною до Страсбуру. На відміну від попередника, задовольнявся виконанням представницьких функцій, покладаючись на статс-секретарів Максиміліана фон Путткамера та Ернста фон Келлера. Його урядування характеризувалося помірним лібералізмом. Обіймав посаду до листопада 1907 року, після чого повернувся на батьківщину.
На початку 1913 року про здоров'я князя турбувалася імператриця Августа Вікторія, прохаючи повідомити про його стан у телеграмі. Герман помер 9 березня 1913 року у Лангенбурзі. Свої співчуття його спадкоємцю висловили імператор Німеччини Вільгельм II та король Бельгії Альберт I. Поховали князя на родинному цвинтарі Лангенбургу поруч із дружиною, яка пішла з життя за десять років до нього.
У 1922 році поруч був створений муніципальний цвинтар.

## Родина
Дружина — Леопольдіна Баденська
Діти:
- Ернст (1863—1950) — наступний князь Гогенлое-Лангенбурзький у 1913—1950 роках, був одружений з Александрою Саксен-Кобург-Готською, мав п'ятеро дітей;[8]
- Еліза (1864—1929) — дружина князя Генріха XXVII Ройсс молодшої лінії, мала п'ятеро дітей;
- Феодора (1866—1932) — дружина 5-го князя Лейнінгенського Еміха, мала п'ятеро дітей.

## Нагороди
- Орден Церінгенського лева 1 класу (Велике герцогство Баденське);
- Великий хрест ордену Вюртемберзкої Корони (Вюртемберзьке королівство);
- Орден Чорного орла (Королівство Пруссія);
- Почесний лицар великого хреста ордену Лазні (Велика Британія);
- Орден Золотого льва Нассау.